# Olympische Sommerspiele 2020/Kanu – Zweier-Kajak 1000 m (Männer)
Das Kanu-Rennen der Männer mit dem Zweier-Kajak über 1000 m bei Olympischen Spielen 2020 wurde vom 4. bis 5. August 2021 auf dem Sea Forest Waterway ausgetragen.

## Titelträger
| Olympiasieger | Max Rendschmidt / Marcus Groß | Rio de Janeiro 2016 |
| Weltmeister   | Max Hoff / Jacob Schopf       | Szeged 2019         |

## Ergebnisse

### Vorlauf

#### Lauf 1
| Platz | Kanute                               | Nation      | Zeit         | Bemerkung     |
| ----- | ------------------------------------ | ----------- | ------------ | ------------- |
| 1     | Jean van der Westhuyzen Thomas Green | Australien  | 3:08,773 min | Halbfinale    |
| 2     | Max Hoff Jacob Schopf                | Deutschland | 3:09,830 min | Halbfinale    |
| 3     | Samuel Baláž Adam Botek              | Slowakei    | 3:13,982 min | Viertelfinale |
| 4     | Max Brown Kurtis Imrie               | Neuseeland  | 3:17,210 min | Viertelfinale |
| 5     | Mikita Borykau Aleh Jurenja          | Belarus     | 3:18,952 min | Viertelfinale |
| 6     | Brian Malfesi Vincent Jourdenais     | Kanada      | 3:22,068 min | Viertelfinale |

#### Lauf 2
| Platz | Kanute                          | Nation     | Zeit         | Bemerkung     |
| ----- | ------------------------------- | ---------- | ------------ | ------------- |
| 1     | Bence Nádas Bálint Kopasz       | Ungarn     | 3:11,877 min | Halbfinale    |
| 2     | Josef Dostál Radek Šlouf        | Tschechien | 3:13,425 min | Halbfinale    |
| 3     | Riley Fitzsimmons Jordan Wood   | Australien | 3:18,453 min | Viertelfinale |
| 4     | Samuele Burgo Luca Beccaro      | Italien    | 3:28,047 min | Viertelfinale |
| 5     | Étienne Hubert Guillaume Burger | Frankreich | 3:29,296 min | Viertelfinale |

#### Lauf 3
| Platz | Kanute                                  | Nation  | Zeit         | Bemerkung     |
| ----- | --------------------------------------- | ------- | ------------ | ------------- |
| 1     | Francisco Cubelos Íñigo Peña            | Spanien | 3:10,138 min | Halbfinale    |
| 2     | Wang Congkang Bu Tingkai                | China   | 3:10,292 min | Halbfinale    |
| 3     | Maxim Spessiwzew Roman Anoschkin        | ROC     | 3:20,610 min | Viertelfinale |
| 4     | Kornél Béke Ádám Varga                  | Ungarn  | 3:26,732 min | Viertelfinale |
| 5     | Tuva’a Clifton Rudolph Berking-Williams | Samoa   | 3:55,617 min | Viertelfinale |

### Viertelfinale

#### Lauf 1
| Platz | Kanute                           | Nation     | Zeit         | Bemerkung  |
| ----- | -------------------------------- | ---------- | ------------ | ---------- |
| 1     | Mikita Borykau Aleh Jurenja      | Belarus    | 3:10,126 min | Halbfinale |
| 2     | Max Brown Kurtis Imrie           | Neuseeland | 3:10,220 min | Halbfinale |
| 3     | Samuele Burgo Luca Beccaro       | Italien    | 3:12,667 min | Halbfinale |
| 4     | Maxim Spessiwzew Roman Anoschkin | ROC        | 3:14,045 min | B-Finale   |
| 5     | Étienne Hubert Guillaume Burger  | Frankreich | 3:18,284 min | B-Finale   |

#### Lauf 2
| Platz | Kanute                                  | Nation     | Zeit         | Bemerkung  |
| ----- | --------------------------------------- | ---------- | ------------ | ---------- |
| 1     | Riley Fitzsimmons Jordan Wood           | Australien | 3:10,619 min | Halbfinale |
| 2     | Samuel Baláž Adam Botek                 | Slowakei   | 3:11,458 min | Halbfinale |
| 3     | Kornél Béke Ádám Varga                  | Ungarn     | 3:15,225 min | Halbfinale |
| 4     | Brian Malfesi Vincent Jourdenais        | Kanada     | 3:15,736 min | B-Finale   |
| 5     | Tuva’a Clifton Rudolph Berking-Williams | Samoa      | 3:46,523 min | B-Finale   |

### Halbfinale

#### Lauf 1
| Platz | Kanute                               | Nation     | Zeit         | Bemerkung |
| ----- | ------------------------------------ | ---------- | ------------ | --------- |
| 1     | Jean van der Westhuyzen Thomas Green | Australien | 3:17,077 min | A-Finale  |
| 2     | Max Brown Kurtis Imrie               | Neuseeland | 3:17,684 min | A-Finale  |
| 3     | Wang Congkang Bu Tingkai             | China      | 3:17,784 min | A-Finale  |
| 4     | Josef Dostál Radek Šlouf             | Tschechien | 3:18,240 min | A-Finale  |
| 5     | Samuele Burgo Luca Beccaro           | Italien    | 3:20,591 min | B-Finale  |
| 6     | Riley Fitzsimmons Jordan Wood        | Australien | 3:21,860 min | B-Finale  |

#### Lauf 2
| Platz | Kanute                       | Nation      | Zeit         | Bemerkung |
| ----- | ---------------------------- | ----------- | ------------ | --------- |
| 1     | Max Hoff Jacob Schopf        | Deutschland | 3:17,554 min | A-Finale  |
| 2     | Bence Nádas Bálint Kopasz    | Ungarn      | 3:18,316 min | A-Finale  |
| 3     | Mikita Borykau Aleh Jurenja  | Belarus     | 3:18,875 min | A-Finale  |
| 4     | Francisco Cubelos Íñigo Peña | Spanien     | 3:19,133 min | A-Finale  |
| 5     | Kornél Béke Ádám Varga       | Ungarn      | 3:20,197 min | B-Finale  |
| 6     | Samuel Baláž Adam Botek      | Slowakei    | 3:20,917 min | B-Finale  |

### Finale

#### B-Finale
Anmerkung: Gefahren wurde hier um die Plätze neun bis sechzehn, das heißt, die Sieger des B-Finales, Maxim Sergejewitsch Spessiwzew und Roman Sergejewitsch Anoschkin, wurden insgesamt Neunter usw.
| Platz | Kanute                                  | Nation     | Zeit         | Bemerkung |
| ----- | --------------------------------------- | ---------- | ------------ | --------- |
| 1     | Maxim Spessiwzew Roman Anoschkin        | ROC        | 3:19,680 min |           |
| 2     | Samuel Baláž Adam Botek                 | Slowakei   | 3:21,087 min |           |
| 3     | Samuele Burgo Luca Beccaro              | Italien    | 3:22,408 min |           |
| 4     | Kornél Béke Ádám Varga                  | Ungarn     | 3:24,223 min |           |
| 5     | Riley Fitzsimmons Jordan Wood           | Australien | 3:24,757 min |           |
| 6     | Brian Malfesi Vincent Jourdenais        | Kanada     | 3:25,181 min |           |
| 7     | Étienne Hubert Guillaume Burger         | Frankreich | 3:32,690 min |           |
| 8     | Tuva’a Clifton Rudolph Berking-Williams | Samoa      | 3:56,171 min |           |

#### A-Finale
| Platz | Kanute                               | Nation      | Zeit         | Bemerkung |
| ----- | ------------------------------------ | ----------- | ------------ | --------- |
| 1     | Jean van der Westhuyzen Thomas Green | Australien  | 3:15,280 min |           |
| 2     | Max Hoff Jacob Schopf                | Deutschland | 3:15,584 min |           |
| 3     | Josef Dostál Radek Šlouf             | Tschechien  | 3:16,106 min |           |
| 4     | Bence Nádas Bálint Kopasz            | Ungarn      | 3:16,535 min |           |
| 5     | Max Brown Kurtis Imrie               | Neuseeland  | 3:17,267 min |           |
| 6     | Francisco Cubelos Íñigo Peña         | Spanien     | 3:17,327 min |           |
| 7     | Mikita Borykau Aleh Jurenja          | Belarus     | 3:17,769 min |           |
| 8     | Wang Congkang Bu Tingkai             | China       | 3:19,612 min |           |